# Diego Campos
Diego de Jesús Campos Ballestero, född 1 oktober 1995, är en costaricansk fotbollsspelare som spelar för Alajuelense.

## Karriär

### Tidiga år
Campos spelade som ung för Montverde Academy. Mellan 2014 och 2017 spelade han collegefotboll för Clemson Tigers och gjorde 23 mål på 79 matcher. Under 2017 spelade Campos även för SIMA Águilas i USL PDL.

### Chicago Fire
Den 19 januari 2018 valdes Campos som totalt 38:e spelare av Chicago Fire i MLS SuperDraft. Den 28 februari 2018 skrev han på ett kontrakt med klubben. Campos debuterade i Major League Soccer den 1 april 2018 i en 2–2-match mot Portland Timbers, där han blev inbytt i halvlek mot Aleksandar Katai.
Den 10 augusti 2018 lånades Campos ut till Indy Eleven. Campos spelade dock inga matcher för klubben på grund av en knäskada han råkade ut för innan utlåningens start.

### FK Jerv
Den 24 februari 2020 värvades Campos av norska FK Jerv, där han skrev på ett tvåårskontrakt med option på ytterligare ett år. Campos debuterade och gjorde sitt första mål i 1. divisjon den 3 juli 2020 i en 2–1-förlust mot KFUM Oslo.
Campos gjorde i december 2021 två mål och en assist i kvalet till Eliteserien mot SK Brann, vilket hjälpte klubben att bli uppflyttade till högstaserien.

### Degerfors IF
Den 24 december 2021 värvades Campos av Degerfors IF, där han skrev på ett treårskontrakt.
Under sin första säsong noterades han för fem mål och fem assist i Allsvenskan.

### Alajuelense
I januari 2024 värvades Campos av Alajuelense, där han skrev på ett tvåårskontrakt.